# アタヤンPUSH!
アタヤンPUSH!（アタヤンプッシュ!）は、STVラジオ（旧:札幌テレビ放送ラジオ局）で放送されていたラジオ番組。1999年4月5日放送開始、2006年3月31日放送終了。

## 概要
1999年4月の番組改編により、アタックヤングをリニューアルする形で開始。24:00～24:50の50分放送。2001年3月までは日曜日も放送していた。
- パーソナリティは曜日ごとの日替わりである。
- 火曜日では「ロート製薬プレゼンツ『ガンバレ!高校生アスリート』」と題して、道内高校の運動部で頑張っている生徒を取り上げている企画がある。年に数回組まれる特別番組は、オールナイトニッポンを休止して3時間放送される[2]。2006年3月の高校生アスリート特番は22:00～25:00までの放送とし、オールナイトニッポンは休止せず、代わりに東貴博 ニッポン全国 ラジベガスを休止。
- 2005年10月1日にSTVラジオが札幌テレビ放送からラジオ放送の免許人の地位を承継して初めて放送された番組が「音尾琢真のアタヤンPUSH!」である。
- 2006年3月に終了し、2006年4月3日より「アタックヤング」に戻ることとなった。

## 出演者
歌手やタレント、STVに所属するアナウンサーが曜日ごとに担当した。
| 期間    | 期間    | 月       | 火       | 水       | 木             | 金       | 土       | 日       |
| ------- | ------- | -------- | -------- | -------- | -------------- | -------- | -------- | -------- |
| 1999.04 | 1999.09 | 内山佳子 | 吉川典雄 | Non      | 横井健一       | KAN      | 放送なし | 中島静佳 |
| 1999.10 | 2000.09 | 内山佳子 | 横井健一 | Non      | 相川聡         | 大森俊治 | 放送なし | 中島静佳 |
| 2000.10 | 2001.03 | 内山佳子 | 福永俊介 | Non      | 相川聡         | 大森俊治 | 放送なし | 横井健一 |
| 2001.04 | 2001.09 | 内山佳子 | 福永俊介 | Non      | 鈴木崇         | 大森俊治 | 放送なし | 放送なし |
| 2001.10 | 2002.09 | 福永俊介 | 内山佳子 | 流       | 鈴木崇         | 大森俊治 | 放送なし | 放送なし |
| 2002.10 | 2003.03 | 福永俊介 | 内山佳子 | 流       | 鈴木崇         | 音尾琢真 | 放送なし | 放送なし |
| 2003.04 | 2004.03 | 福永俊介 | 内山佳子 | 岡崎和久 | 中嶋繁樹       | 音尾琢真 | 放送なし | 放送なし |
| 2004.04 | 2005.03 | 福永俊介 | 内山佳子 | 岡崎和久 | オーノキヨフミ | 音尾琢真 | 放送なし | 放送なし |
| 2005.04 | 2006.03 | 福永俊介 | 内山佳子 | 岡崎和久 | 成田喜秋       | 音尾琢真 | 放送なし | 放送なし |

- 歌手・タレント
  - 成田喜秋（LADYBUG） 2005年春～2006年春 / 木曜日
  - 音尾琢真（TEAM-NACS） 2002年秋～2006年春 / 金曜日
    - アタックヤングでは2006年春～2011年春 / 金曜日

  - KAN 1999年春～同年秋　金曜日
    - アタックヤングでは1988年秋～1990年秋 / 日曜日・1990年秋～1999年春 / 金曜日（番組名はKANさんのアタックヤング）

  - Non　1999年春～2001年秋　水曜日
  - 大森俊治（the CHERRY BOY、現ロミオマシーン）　1999年秋～2002年秋 / 金曜日
  - 鈴木崇（シンガーソングライター）　2001年春～2003年春 / 木曜日
  - 流（三角堂）2001年秋～2004年春 / 水曜日
  - 中嶋繁樹（D.O.G）2003年春～2004年春 / 木曜日
  - オーノキヨフミ　2004年春～2005年春 / 木曜日
- STVアナウンサー
  - 福永俊介 2000年秋～2001年秋 / 火曜日・2001年秋～2006年春 / 月曜日
    - アタックヤングでは1995年春～1997春・1997年秋～1999年春 / 日曜日・1997年春～同年秋 / 土曜日・2006年春～2007年秋　月曜日

  - 内山佳子 1999年春～2001年秋 / 月曜日、2001年秋～2006年春 / 火曜日
    - アタックヤングでは2006年春～2007年冬 / 火曜日

  - 岡崎和久 2004年春～2006年春 / 水曜日
    - アタックヤングでは2006年春～2007年春 / 木曜日

  - 吉川典雄 1999年春～同年秋 / 火曜日
  - 中島静佳（現在フリー） 1999年春～2000年秋 / 日曜日
  - 相川聡（現在フリー） 1999年秋～2001年春 / 木曜日
  - 横井健一（現東京支社） 1999年春～同年秋 / 木曜日・1999年秋～2000年秋 / 火曜日・2000年秋～2001年春 / 日曜日